# Потерянный рай (фильм, 2014)
«Поте́рянный рай» (фр. Paradise Lost) — дебютный фильм итальянского режиссёра Андреа Ди Стефано. В главных ролях Джош Хатчерсон и Бенисио Дель Торо.

## Сюжет
Молодой сёрфер Ник (Джош Хатчерсон) приезжает со своим братом в Колумбию и знакомится с местной девушкой Марией (Клаудия Трейсак), в которую он по уши влюбляется. Ник наслаждается жизнью до тех пор, пока Мария не знакомит его со своим дядей — Пабло Эскобаром (Бенисио Дель Торо), колумбийским наркобароном.

## В ролях
| Актёр             | Роль           |
| ----------------- | -------------- |
| Джош Хатчерсон    | Ник            |
| Бенисио Дель Торо | Пабло Эскобар  |
| Клаудия Трейсак   | Мария          |
| Брэди Корбет      | Дилан          |
| Ана Жирардо       | Энн            |
| Карлос Бардем     | Драго          |
| Аарон Себеде      | Пепито Торрес  |
| Франк Спано       | Кристо         |
| Лаура Лондоньо    | Мария-Виктория |

## Отзывы и оценки
На сайте Rotten Tomatoes фильм имеет рейтинг 60 % на основе рецензий 10 критиков со средней оценкой 5,6 баллов из 10. Metacritic дает фильму оценку 63 из 100 на основе отзывов 5 критиков.
Российский критик А. Ишонин в газете «Новый взгляд» среди достоинств фильма отмечает хорошую игру актера Бенисио Дель Торо и наличие занимательной основной проблемы произведения.